# Relaciones Bielorrusia-México
Las naciones de Bielorrusia (Belarús) y México establecieron relaciones diplomáticas en 1992. Ambas naciones son miembros de las Naciones Unidas.

## Historia
A fines del siglo XIX y principios del siglo XX, varios cientos de inmigrantes, principalmente judíos, llegaron a México desde lo que hoy es Bielorrusia. En diciembre de 1922, Bielorrusia se convirtió en parte de la Unión Soviética. El 26 de diciembre de 1991, Bielorrusia recuperó la independencia después de la disolución de la Unión Soviética y en enero de 1992 Bielorrusia y México establecieron relaciones diplomáticas. Desde el establecimiento de relaciones diplomáticas las relaciones entre ambas naciones han sido limitadas y se dan principalmente en reuniones multilaterales como en las Naciones Unidas.
En diciembre de 2007, la Asamblea General de las Naciones Unidas votó sobre la situación de los derechos humanos en Bielorrusia con respecto a las elecciones presidenciales bielorrusas de 2006 y sus consecuencias. México se abstuvo de la votación sobre la resolución. En septiembre de 2008, Bielorrusia y México firmaron un Acuerdo para la Promoción y Protección Recíproca de Inversiones. El acuerdo fue firmado en Minsk por el Viceministro de Relaciones Exteriores de Bielorrusia, Viktor A. Gaisenok, y el Subsecretario de la Secretaría de Economía de México, Carlos Arce Macías. Ese mismo año, también se firmó un acuerdo sobre el establecimiento de una Comisión Económica Conjunta entre ambas naciones.
En junio de 2015, el Jefe del Departamento de América del Ministerio de Relaciones Exteriores de Bielorrusia, Oleg Kravchenko, realizó una visita oficial a la Ciudad de México, donde se reunió con el diputado del Congreso de México, Jefe del Grupo de Amistad México-Bielorrusia, así como con el Comité de Asuntos Exteriores del Senado de México. El propósito de la visita del Sr. Kravchenko fue para promover el fortalecimiento de las relaciones interparlamentarias bilaterales entre ambas naciones. En marzo de 2016, México abrió su primer consulado honorario en Minsk. Durante la ceremonia de apertura, el embajador de México en Rusia (y acreditado ante Bielorrusia) Rubén Beltrán dirigió la ceremonia junto con el Viceministro de Relaciones Exteriores de Bielorrusia, Evgueni Shestakov.
En marzo de 2022, México votó a favor de la Resolución ES-11/1 de la Asamblea General de las Naciones Unidas. La resolución deploró la invasión rusa de Ucrania y confirmó la participación de Bielorrusia en la invasión. En noviembre de ese mismo año, se instaló en la Cámara de Diputados mexicana un 'Grupo de Amistad' con el objetivo de desarrollar y promover los intercambios culturales, tecnológicos, industriales y agrícolas de ambas naciones y explorar la posibilidad de abrir embajadas residentes en sus respectivas capitales.
En los últimos años, inmigrantes bielorrusos han estado huyendo a México y viajando a la frontera entre México y los Estados Unidos solicitando asilo por temor a ser perseguidos en su país. La mayoría de los migrantes esperan en México hasta que se acepten sus peticiones de asilo.

## Visitas de alto nivel
Visitas de alto nivel de Bielorrusia a México
- Embajador y Enviado Especial Sergey Ling (2002)
- Ministro de Recursos Naturales Vladimir Tsalko (2010)
- Jefe del Departamento de las Américas del Ministerio de Relaciones Exteriores Oleg Kravchenko (2015)
- Miembro de la Cámara de Representantes Sergei Kosevich (2022)

Visitas de alto nivel de México a Bielorrusia
- Subsecretario de la Economía Carlos Arce Macías (2008)

## Acuerdos bilaterales
Ambas naciones han firmado algunos acuerdos bilaterales, como un Acuerdo sobre el Establecimiento de una Comisión Económica Conjunta (2008) y un Acuerdo para la Promoción y Protección Recíproca de Inversiones (2008).

## Comercio
En 2023, el comercio entre Bielorrusia y México ascendió a $63.3 millones de dólares. Las principales exportaciones de Bielorrusia a México incluyen: acero chapado en latón, neumáticos, cloruro de potasio y hojas de sierra de cinta. Las principales exportaciones de México a Bielorrusia incluyen: cerveza de malta, tequila y tubos de tripa. La empresa multinacional mexicana América Móvil opera en Bielorrusia bajo la operación del A1 Telekom Austria Group.

## Misiones diplomáticas
- Bielorrusia está acreditada a México desde su embajada en La Habana, Cuba y mantiene un consulado honorario en la Ciudad de México.[16][17]
- México está acreditado a Bielorrusia a través de su embajada en Moscú, Rusia.